# Caccia alle farfalle
Caccia alle farfalle (La Chasse aux papillons) è un film del 1992 scritto e diretto da Otar Iosseliani.

## Trama
Francia: Agnès e Solange sono due anziane cugine nobili che vivono in un raffinato castello del XVII secolo. Agnès, la più vecchia, è costretta su una sedia a rotelle ed è accudita amorevolmente da Solange che, viceversa, si dimostra molto attiva e partecipe alla vita sociale del paese.
Un giorno alcuni giapponesi si presentano al castello decisi ad acquistarlo, ma Agnès rifiuta. Di lì a poco la donna muore nel sonno e molti parenti dalla Russia arrivano in Francia, più interessati all'eredità che alla compassione verso la defunta. Agnès ha lasciato tutto il suo patrimonio alla sorella Hélène; la delusione è grande in tutti gli altri familiari, tranne Solange, che si trasferisce in Germania; durante il viaggio però un attentato terroristico diretto al treno su cui viaggiava ne causa la morte.
Hélène, intanto, vende il castello ai giapponesi che ne alterano la facciata con grandi ideogrammi. Il mondo che era stato presentato all'inizio del film non esiste definitivamente più.

## Produzione

### Cast
Come spesso accade nei suoi film, il regista Otar Iosseliani compare in un cameo nella parte del marito di Agnès.